# Dubai Waterfront
Koordinaten: 24° 57′ 20,3″ N, 54° 54′ 34″ O

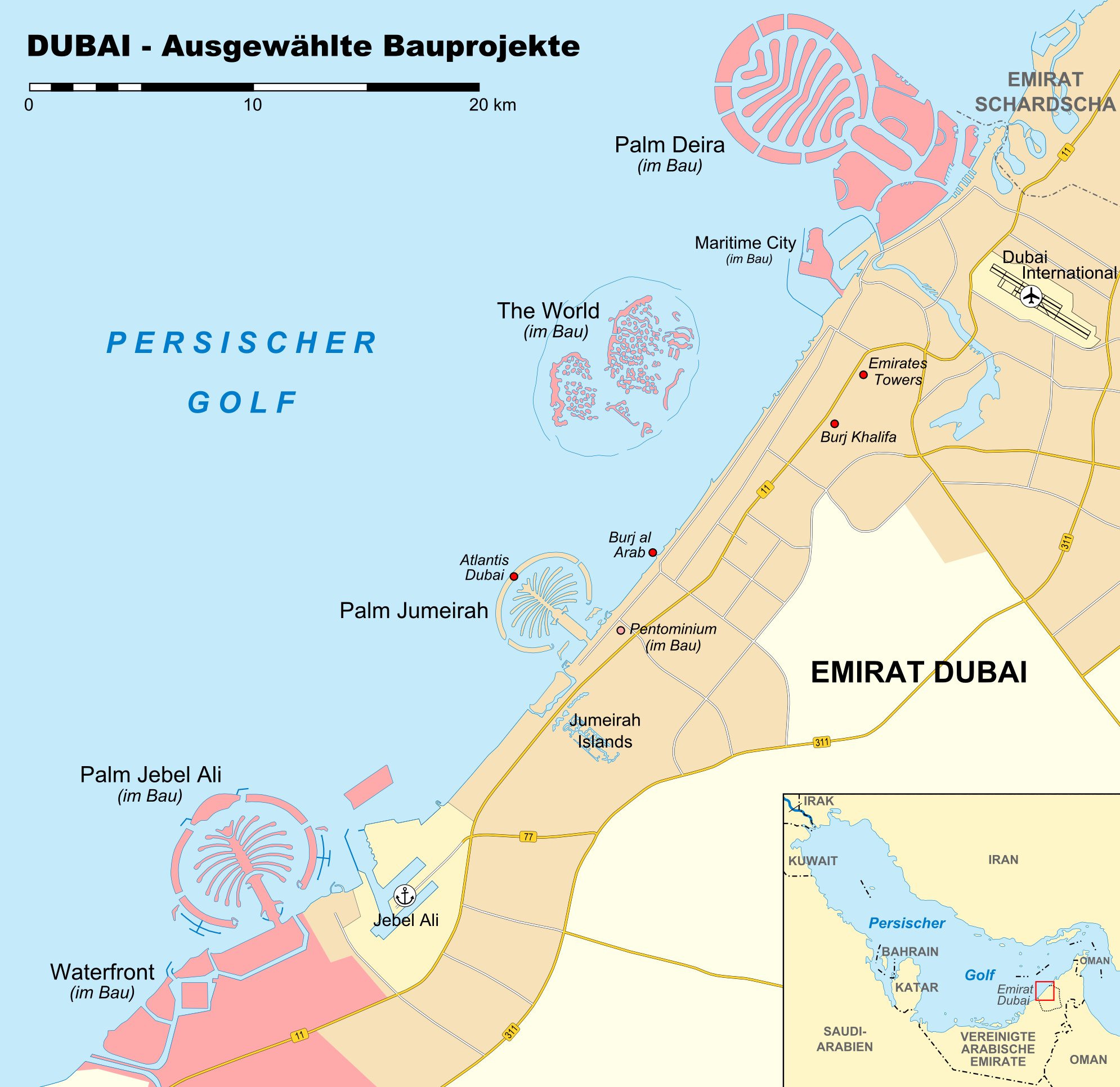
Bauprojekte in Dubai, im Südwesten „Waterfront“ nach derzeitigem Planungsstand, Stand 2008

Dubai Waterfront ist der Name eines riesigen Bauprojektes im Emirat Dubai der Vereinigten Arabischen Emirate. Es soll 30 bis 38 km südwestlich der Stadt Dubai an der Küste und Grenze zu Abu Dhabi unter der Projektführerschaft von Nakheel Properties verwirklicht werden und wurde von Scheich Muhammad vorgestellt.

## Planungsidee, Masterplan
Bei seiner Fertigstellung frühestens Mitte der 2020er Jahre wäre Dubai Waterfront das längste von Menschen erschaffene Ufer der Erde. Das Projekt ist eine Anhäufung von gezirkelten Bauflächen durchsetzt von Kanälen, inneren Wasserflächen und sechs mittelgroßen ins Meer hinausragenden künstlichen Inseln, die neben Luxushotels, Wohngebäuden und Villen auch lokale Einkaufsstätten, Park- und marine Verkehrsanlagen beherbergen.
Der Masterplan für das äußerst kompakte Herz der Planstadt, der nur 1,7 Quadratkilometer großen „Waterfront City“, stammt vom „Office for Metropolitan Architecture“ (OMA) des Niederländers Rem Koolhaas.
Der neue Stadtteil Dubai Waterfront soll nach neuesten Angaben (Stand Mitte 2008) nach seiner Fertigstellung eine Einwohnerzahl zwischen 1,2 und 1,5 Millionen Menschen haben und in 10 relativ autarke Stadtteile unterteilt werden. Das Gebiet wäre mit einer Gesamtfläche von 440 km² größer als Köln (405,15 km²) und fast halb so groß wie Berlin (ca. 890 km²). Die Verbindung nach Dubai-Stadt soll mit einer Verlängerung der seit September 2009 verkehrenden Metro Dubai hergestellt werden; geplant ist auch eine schnelle Verbindung zum im Bau befindlichen circa 25 km entfernten Flughafen Dubai-World Central.

## Ökologische Gesichtspunkte
Das zentrale Thema dieses Urbanisierungsprojekts, insbesondere der hochhausbestückten Waterfront City ist intelligente Dichte. Koolhaas und andere haben die ökonomische Bauweise traditioneller arabischer Städte studiert und glauben, dass die aufgelockerte, raumfressende Bauweise westlicher Stadtlandschaften des 19. und 20. Jahrhunderts in eine ökologische Falle führt: der heutige Pro-Kopf-Aufwand für öffentliche Flächen wird angesichts der ungebremsten Verstädterung im 21. Jahrhundert nicht mehr zu halten sein. Daher ist es sinnvoll, die notwendige neue Dichte (nicht Enge) von Beginn an intelligent zu organisieren: Höhe, Dichte und Schmalheit der Bauten ist das neue Postulat; am Persischen Golf soll es verwirklicht werden. Projektführer Nakheel preist die Planstadt aufgrund der angestrebten weitgehenden Nachhaltigkeitsprinzipien als „Ecopolis“ an. Damit glaubt man auch, jene wachsende Zahl von Investoren und Firmen anziehen zu können, die sich die Vorgaben für ökologisches Wirtschaften (Kyoto-Protokoll) zu eigen machen. 
Ob das gesteckte Ziel der Dichte außerhalb des Zentrums wirklich erreicht wird, ist fraglich. Als ganze Stadt gesehen erreicht Dubai Waterfront nur eine Dichte von 3.409 Ew./km², welche derer suburbaner Gemeinden in Deutschland entspricht. Dicht gebaute Städte und Stadtteile in der westlichen Welt wie Paris, Manhattan oder Prenzlauer Berg erreichen (ohne Berücksichtigung der Vororte) schnell Dichten von 20.000 Ew./km² und mehr.

## Gestaltungsvorhaben
Als Zentrum dieser Großkommune soll die fast quadratisch geschnittene Innenstadt mit einigen sehr hohen Wolkenkratzern angelegt werden. Die zentrale künstliche Insel wird eine hohe und dichte Bebauung mit ca. 7 Millionen Quadratmetern Bruttogeschossfläche bekommen, Raum genug für etwa 310.000 Arbeitsplätze. Hier wird dem Südzipfel (downtown) Manhattans nachgeeifert, daher werden in dieser „modern day metropolis“ auch nur 92.000 Menschen wohnen. Der Entwurf sieht eine Rasterung des Inselquadrats in nur 5 × 5 Straßenblöcke vor, die Verbindung zum Festland wird durch vier Brücken hergestellt. 
Südlich der flächig auslaufenden Dubai-Waterfront-Bebauung wird der bereits im Bau befindliche Arabian Canal in die heute noch offene Landschaft hineingeführt, um in einer Südschleife durch die als Bauland aufgewertete Wüste 75 km lang etwas weiter im Osten bei der Dubai Marina wieder im Meer zu münden.
Dieses imaginierte neue, angeblich verbesserte Downtown Manhattan bekommt nach Koolhaas und seinem Kollegen Reinier de Graaf noch zusätzliche „menschengerechte“ Merkmale: kurze Laufwege und Verbannung des Individualverkehrs, schattenspendende Aufstellung der Hochhäuser vorrangig im Süden, Arkadengänge an den Gebäudefüßen, Bäume, Sonnensegel über dem und schattenwerfende Objekte im Straßenraum. Die ca. 140 Quadratkilometer große Baufläche der den Citykern umgebenden Festland-Bebauung wird vier funktional orientierte Distrikte bilden: Boulevard, Madinat Al Soor, The Resort, The Marine.     
Ziel der gesamten Wasserbaumaßnahmen in Dubai einschließlich des Arabian Canal ist es, die nur 80 km lange natürliche Küste des Emirates Dubai um ein Vielfaches zu verlängern, um so möglichst viele der beliebten und gut verkäuflichen Wassergrundstücke zu erhalten. Man rechnet in Dubai mit insgesamt über 1000 km neuer künstlicher Küstenlinie und weiteren ca. 400 km neu entstehender Uferlinie am Arabian Canal. Als Nebenprodukt ergeben sich aus den vielfältig verzweigten und miteinander verbundenen schiffbaren Wasserflächen zusätzliche Transportwege, die den kritisch gewordenen Dubaier Straßenverkehr entlasten werden. 

## Baufortschritt, Weltwirtschaftskrise
Stand der Bauarbeiten im Herbst 2008: Die östlich vorgelagerte Palm Jebel Ali steht kurz vor Beginn der Hochbauarbeiten, der ca. 2 mal 10 km große Küstenstreifen vom Hafen Dschabal Ali nach Südwesten wird erschlossen. Dazu wird z. Zt. ein fast 6 km langer Inlandkanal, ähnlich der Dubai Marina ausgehoben. Er soll einmal dem geplanten Stadtteilen „Canal District“ und „Veneto“ zu abwechselungsreichen Perspektiven und erhöhtem Freizeitwert verhelfen. Für den Bau der vorgelagerten sechs künstlichen Inseln hat man mit den Vorbereitungen begonnen.
Aufgrund der Finanzkrise wurden die vorbereitenden Arbeiten Anfang 2009 zum größten Teil eingestellt, insbesondere die aufwändigen Inselaufschüttungen ruhen. Dagegen werden im Sommer 2009 die Hausbauten in den ersten Abschnitten der landseitigen Quartiere „Veneto“ und „Badrah“ planmäßig errichtet.

## Weitere künstliche Inseln in Dubai
- Projekt Palm Islands, bestehend aus den drei Inselgruppen „The Palm, Jebel Ali“, „The Palm, Jumeirah“ und „The Palm, Deira“
- The World
- Jumeirah Islands (im Inland)
- The Universe (dieses Projekt wird z. Z. nicht weiter verfolgt)